# Xylophanes batus
Xylophanes batus är en fjärilsart som beskrevs av Fabricius 1793. Xylophanes batus ingår i släktet Xylophanes och familjen svärmare. Inga underarter finns listade i Catalogue of Life.